# Domul din Modena
Domul din Modena este prima biserică a orașului și a Arhidiocezei de Modena-Nonantola. Capodoperă în stil romanic, Catedrala a fost ridicată de către arhitectul Lanfranco pe locul mormântului Sfântului Geminiano, patronul orașului Modena, unde din secolul al V-lea deja fuseseră construite și apoi distruse două biserici. În cripta Domului se află relicvele sfântului într-o urnă simplă din secolul al IV-lea, acoperită cu o lespede de piatră. Sarcofagul, protejat într-o teacă de cristal, este descoperit în fiecare an cu ocazia sărbătorii sfântului (31 ianuarie).
Alături de dom se înalță turnul denumit Ghirlandina. Domul din Modena, Ghirlandina și Piazza Grande au fost declarate patrimoniu al umanitații de către UNESCO în 1997.